# Ethel Portnoy
Pour les articles homonymes, voir Portnoy.
Ethel Portnoy, née à Philadelphie le 8 mars 1927 et morte à La Haye le 25 mai 2004 , est une écrivaine néerlandaise. Elle a écrit des essais, des colonnes, des histoires courtes, des récits de voyage et plusieurs romans.

## Biographie
Ethel Portnoy s'est mariée avec l'écrivain néerlandais Rudy Kousbroek.

## Prix et récompenses
Ethel Portnoy a reçu en 1991 le prix Annie Romein.